# Красные Солонцы (Каширский район)
Красные Солонцы — посёлок в Каширском районе Воронежской области.
Входит в состав Каширского сельского поселения.

## Население
| 2010 |
| ---- |
| 19   |

## Улицы
- ул. 50 лет Победы,
- ул. Полевая.